# Styx: Shards of Darkness
Styx: Shards of Darkness — відеогра в жанрі стелс, розроблена французькою компанією Cyanide та видана Focus Home Interactive. Гра вийшла у світ 14 березня 2017 року для Microsoft Windows, PlayStation 4, та Xbox One. Це продовження гри 2014 року Styx: Master of Shadows та третя гра, яка розгортається у вигаданому світі Of Orcs and Men.

## Ігровий процес
Як і його попередник, Стікс вміє клонувати себе і розставляти пастки для ворогів, а також може тимчасово ставати невидимим. Гравець має можливість атакувати ворогів або уникати їх. Для підйому на високі ділянки можна використовувати мотузки та кільця. Існує також багатоосібний кооперативний режим, де другий гравець керує одним із клонів Стікса.

## Сюжет

### Передісторія
Дія гри відбувається через кілька десятиліть після подій Master of Shadows. Більшість громад у світі страждають від нашестя гоблінів. Гобліни загалом дурні істоти, і більшість людей вважають їх паразитами («ракашами»). Стікс — винятковий гоблін, який має людський інтелект і вміє розмовляти, а ще він не надто піклується про своїх побратимів-гоблінів. Стікс працює найманим крадієм і вбивцею.

### Головна історія
Стікс займається своїм ремеслом у нетрях міста Тобен, яке кишить гоблінами. Там мисливиця на гоблінів, на ім'я Гелледрін, наймає Стікса викрасти магічний скіпетр у посла темних ельфів, пообіцявши за це бурштин. Стікс проникає на дирижабль посла, але не встигає схопити скіпетр, як його викрадає темний ельф-перевертень. Він прикріплює до посоха великий кристал і використовує його, щоб паралізувати Стікса. Потім він перетворюється на людину і піднімає тривогу, змушуючи Стікса тікати з порожніми руками.
Геллерін хотіла отримати скіпетр, щоби потрапити до гірської фортеці темних ельфів Корранґару і шпигувати на дипломатичному саміті. Вона просить Стікса допомогти їй проникнути до фортеці, на що той погоджується за велику плату бурштином. Стікс також хоче помститися ельфу-перевертню і дослідити його скіпетр.
Корранґаром править жриця, на ім'я Ліссріл. Її прихильники споживають щоденну дозу бурштину та час від часу приносять себе в жертву чудовиську, на ім'я Лаксима. Стікс підслуховує розмову темних ельфів про вигнанця, на ім'я Джарак, який був ельфом, з яким Стікс зустрічався в Тобені.
Стікс дістається для Гелледрін маску темного ельфа, щоби проникнути на дипломатичний саміт, і дізнається, що Джарак замаскувався під людського дипломата. На зустрічі Ліссріл демонструє магічний кристал під назвою «Кварц», який може паралізувати гоблінів на відстані. За допомогою цих кварцових скіпетрів люди та дворфи зможуть вигнати гоблінів зі своїх громад. Крім того, Ліссріл пропонує заплатити людям і дворфам, якщо вони доставлять живих гоблінів до Корранґару, хоча і відмовляється пояснити, з якою метою. Коли зустріч добігає кінця, Гелледрін помічає замаскованого Джарака і намагається виманити його назовні. Джарак відчуває хитрість і намагається вбити Ліссріл, але зазнає невдачі.
Стікс дізнається, що Лаксима — королева роабісів. В обмін на жертвоприношення Лаксима використовує свою надприродну силу, щоб очистити кварц, який темні ельфи викопують зі своєї гори. Стікс вбиває королеву роабісів, але його помічає варта темних ельфів, і Корранґар починає полювання на «балакучого гобліна». Стікс і Гелледрін тікають до Тобена.
У Тобені Стікс допомагає Гелледрін розправитися з колегами, які підставили її. Коли Стікс повертається до своєї схованки, він потрапляє в пастку до темних ельфів. Темні ельфи забирають Стікса до Корранґару і готуються принести його в ритуальне жертвоприношення, але йому вдається втекти за допомогою Джарака.
Джарак пояснює Стіксу, що бурштин, який Ліссріл дає своїм послідовникам, викликає залежність, а також пов'язує їх телепатично, руйнуючи їхнє почуття індивідуальності. Це нагадує Стіксу, як люди в Акенаші стали залежними від бурштину Світового Дерева (див. Styx: Master of Shadows). Джарак хоче звільнити свій народ від рабства, знищивши запаси бурштину в Ліссріл. Він просить Стікса допомогти йому, попереджаючи, що він ніколи не буде в безпеці, поки Ліссріл при владі, тому що вона може відчувати місце розташування Стікса через бурштин в його крові, саме так вона змогла знайти його схованку в Тобені. Через це Стікс не може напасти на Ліссріл безпосередньо, тому Джарак пропонує непрямий спосіб: вони спровокують війну між темними ельфами та дворфами, вбивши дворфського посла і підставивши Ліссріл. Стікс вбиває посла дворфів і підкидає йому кинджал, що належав Ліссріл.
Стікс знайшов у дворфського посла схему, яка описує якусь машину для виготовлення бурштину, яку вони розробили для темних ельфів, і вони вирішують, що повинні знищити її, тому вони повертаються до Корранґару з вибухівкою. У Корранґарі темні ельфи в розгубленості, оскільки Ліссріл втекла з фортеці. Стікс дізнається, що бурштинова машина ельфів видобуває бурштин з тіл убитих гоблінів. Стікс і Джарак знищують бійню і резервуари з бурштином.
Виконавши свою місію, Стікс і Джарак намагаються втекти з Корранґару, але їм заважає гігантський голем. Голем був подарунком дворфів темним ельфам, що свідчить про те, що дворфи завжди планували напасти на темних ельфів, а голем — це троянський кінь. Джарак начебто загинув під уламками, тому Стікс змушений битися з големом наодинці. Перемігши голема, він стрибає на корабель Гелледрін, що відпливає з Корранґару, і знаходить Джарака за штурвалом. Стікс розлючений тим, що Джарак покинув його, і гра закінчується тим, що Стікс наводить свій арбалет на Джарака.

## Розробка
Анонс гри відбувся 14 жовтня 2015 року. Розробник Cyanide підтвердив, що вона матиме більший бюджет і працюватиме на новому рушії. На момент анонсу гра перебувала в розробці вже пів року. Новий трейлер був представлений на E3 2016.

## Прийом
| Агрегатор  | Оцінка                              |
| ---------- | ----------------------------------- |
| Metacritic | PC: 72/100 PS4: 72/100 XONE: 72/100 |

| Видання        | Оцінка |
| -------------- | ------ |
| Destructoid    | 7/10   |
| IGN            | 7.8/10 |
| PC Gamer (США) | 79/100 |

Styx: Shards of Darkness отримали «змішані або середні» відгуки, згідно з відеоігровим агрегатором рецензій Metacritic. Нік Роуен з Destructoid оцінив гру на 7/10 з одностайним висновком: «Міцна гра і, безумовно, має свою аудиторію. Можуть бути деякі недоліки, які важко ігнорувати, але враження від гри дуже приємні.» Лейф Джонсон з IGN оцінив гру на 7,8/10, зазначивши, що «Styx: Shards of Darkness — це складна стелс-пригода, в якій стільки ж сарказму, скільки й підступності.» Джон Морком з PC Gamer оцінив її на 79/100, зазначивши, що «підлий персонаж веде веселу гру; ви навряд чи зациклюватиметеся на його історії, але його особливості добре поєднуються, щоб створити приємний стелс-досвід.»